# Bénédicte Bévière Boyer
 (février 2020).
Si vous disposez d'ouvrages ou d'articles de référence ou si vous connaissez des sites web de qualité traitant du thème abordé ici, merci de compléter l'article en donnant les références utiles à sa vérifiabilité et en les liant à la section « Notes et références ».
Bénédicte Bévière Boyer née le 6 juillet 1967 à Malestroit est une spécialiste bioéthique et maître de conférences à l'Université Paris-VIII.

## Biographie
En 1995, elle devient maître de conférences en droit privé et obtient son premier poste à l’université de Franche-Comté à Besançon jusqu'en 2013.
Depuis 2013, elle est maitre de conférences et à l'habilitation universitaire à l'Université de Paris-VIII.

## Ouvrages
Depuis 1996, elle produit de nombreux articles sur divers sujets de bioéthique : 
- Le consentement aux soins des personnes âgées dépendantes
- L'information et le consentement lors des dons d'organes
- La protection de l’enfant dans la recherche biomédicale en France et dans une perspective internationale
- Le Comité consultatif national d’éthique pour les sciences de la vie et de la santé (CCNE)
- L’assistance médicale à la procréation (AMP)
- La dignité du corps humain
- Les problèmes éthiques liés au diagnostic préimplantatoire
- Les lois de bioéthique
- Le proche du patient
- Les aspects éthiques du tourisme médical
- L’obligation vaccinale
- La protection de la santé publique
- La brevetabilité de la recherche portant sur l’utilisation des embryons et des cellules souches

Bénédicte Bévière collabore régulièrement avec plusieurs experts étrangers en bioéthique.

## Accusation
Le 3 juillet 1998, un membre du jury de la thèse de Mme Bévière datant du 14 juin 1996, soumet à la Faculté de médecine d’Angers une thèse de santé publique dont plus de la moitié des pages est un simple copier-coller de celle publiée par Mme Bévière. Le 9 novembre 1999, il s’inscrit à la Faculté Droit et Santé de l’Université Lille II. Six mois plus tard, le 13 mai 2000, il soumet une thèse en droit privé. Cette fois, plus des deux-tiers des pages sont empruntées aux travaux de Bénédicte Bévière. Il obtient le titre de docteur en droit et est devenu avocat en 2002 à Paris. Bénédicte Bévière porte plainte en 2003 et envoie des courriers d'accusation aux universités concernées mais n'obtient aucune réponse.
L'affaire est rejugée en appel en 2009 et en cassation en 2010. Le plagiaire est condamné à deux ans de prison avec sursis dont 20 000 euros de dommages et intérêts mais la peine n'est pas appliquée. En novembre 2010, le plagiaire se voit retirer son titre de docteur par l'Université de Lille II.